# قهرمانی هندبال مردان جهان ۲۰۰۳
مسابقات قهرمانی هندبال مردان جهان ۲۰۰۳ هجدهمین دوره قهرمانی هندبال مردان جهان محسوب می‌شود و از ۳۰ دی تا ۱۳ بهمن ۱۳۸۱ (۲۰ ژانویه تا ۲ فوریه ۲۰۰۳) برای نخستین بار در کشور پرتغال برگزار شد. در بازی پایانی، کرواسی با پیروزی ۳۴–۳۱ برابر آلمان، برای اولین بار به مقام قهرمانی دست یافت. هم چنین، فرانسه با پیروزی ۲۷–۲۲ برابر اسپانیا مقام سوم را از آن خود کرد.

## تیم‌های انتخاب شده
پرتغال به عنوان میزبان و فرانسه به عنوان مدافع قهرمانی از حضور در مرحله مقدماتی معاف شدند و به صورت مستقیم به مرحله نهایی راه یافتند. ۲۲ تیم باقی‌مانده پس از انجام مرحله مقدماتی در قاره‌های مختلف، مشخص شدند.
| مسابقه          | تیم‌های انتخاب شده                                                               |
| --------------- | ------------------------------------------------------------------------------- |
| کشور میزبان     | پرتغال                                                                          |
| قهرمان دوره قبل | فرانسه                                                                          |
| آفریقا          | الجزایر تونس مراکش مصر                                                          |
| اروپا           | آلمان اسپانیا اسلوونی ایسلند دانمارک روسیه سوئد کرواسی لهستان مجارستان یوگسلاوی |
| آسیا            | عربستان سعودی قطر کویت                                                          |
| اقیانوسیه       | استرالیا                                                                        |
| آمریکا          | آرژانتین برزیل گرینلند                                                          |

## مرحله گروهی
مرحله مقدماتی از ۳۰ دی تا ۶ بهمن در چهار گروه شش تیمی برگزار شد و چهار تیم نخست هر گروه به مرحله دوم راه یافتند.

### معیار تعیین جایگاه تیم‌ها
برای تعیین جایگاه تیم‌هایی که پس از پایان مرحله گروهی، دارای امتیاز برابر باشند، ابتدا بازی رو در رو و در صورت تساوی، به ترتیب، تفاضل گل، گل زده و قرعه کشی برای تعیین جایگاه آن‌ها بررسی می‌شود.

### گروه A (گویمارائس)
| تیم      | بازی | برد | مساوی | باخت | گل‌زده | گل‌خورده | تفاضل‌گل | امتیاز |
| -------- | ---- | --- | ----- | ---- | ----- | ------- | ------- | ------ |
| اسپانیا  | ۵    | ۵   | ۰     | ۰    | ۱۵۸   | ۱۰۶     | ۵۲+     | ۱۰     |
| یوگسلاوی | ۵    | ۴   | ۰     | ۱    | ۱۴۲   | ۱۰۳     | ۳۹+     | ۸      |
| لهستان   | ۵    | ۳   | ۰     | ۲    | ۱۴۰   | ۱۳۰     | ۱۰+     | ۶      |
| تونس     | ۵    | ۲   | ۰     | ۳    | ۱۳۱   | ۱۲۹     | ۱+      | ۴      |
| کویت     | ۵    | ۱   | ۰     | ۴    | ۹۸    | ۱۶۸     | ۷۰–     | ۲      |
| مراکش    | ۵    | ۰   | ۰     | ۵    | ۱۱۳   | ۱۴۵     | ۳۲–     | ۰      |

### گروه B (ویزئو)
| تیم      | بازی | برد | مساوی | باخت | گل‌زده | گل‌خورده | تفاضل‌گل | امتیاز |
| -------- | ---- | --- | ----- | ---- | ----- | ------- | ------- | ------ |
| آلمان    | ۵    | ۵   | ۰     | ۰    | ۱۹۱   | ۱۱۱     | ۸۰+     | ۱۰     |
| ایسلند   | ۵    | ۴   | ۰     | ۱    | ۱۸۵   | ۱۱۶     | ۶۹+     | ۸      |
| پرتغال   | ۵    | ۳   | ۰     | ۲    | ۱۶۴   | ۱۲۶     | ۳۸+     | ۶      |
| قطر      | ۵    | ۲   | ۰     | ۳    | ۱۱۶   | ۱۵۹     | ۴۳–     | ۴      |
| استرالیا | ۵    | ۱   | ۰     | ۴    | ۱۰۰   | ۱۹۲     | ۹۲–     | ۲      |
| گرینلند  | ۵    | ۰   | ۰     | ۵    | ۱۰۰   | ۱۵۲     | ۵۲–     | ۰      |

### گروه C (مادیرا)
| تیم           | بازی | برد | مساوی | باخت | گل‌زده | گل‌خورده | تفاضل‌گل | امتیاز |
| ------------- | ---- | --- | ----- | ---- | ----- | ------- | ------- | ------ |
| کرواسی        | ۵    | ۴   | ۰     | ۱    | ۱۳۵   | ۱۲۵     | ۱۰+     | ۸      |
| فرانسه        | ۵    | ۴   | ۰     | ۱    | ۱۴۷   | ۱۰۳     | ۴۴+     | ۸      |
| روسیه         | ۵    | ۲   | ۱     | ۲    | ۱۳۲   | ۱۳۲     | ۰       | ۵      |
| مجارستان      | ۵    | ۲   | ۰     | ۳    | ۱۵۴   | ۱۳۸     | ۱۶+     | ۴      |
| آرژانتین      | ۵    | ۱   | ۱     | ۳    | ۱۲۷   | ۱۵۶     | ۲۹–     | ۳      |
| عربستان سعودی | ۵    | ۱   | ۰     | ۵    | ۱۱۴   | ۱۵۵     | ۴۱–     | ۲      |

### گروه D (ساو ژواو دا مادیرا)
| تیم     | بازی | برد | مساوی | باخت | گل‌زده | گل‌خورده | تفاضل‌گل | امتیاز |
| ------- | ---- | --- | ----- | ---- | ----- | ------- | ------- | ------ |
| سوئد    | ۵    | ۴   | ۰     | ۱    | ۱۴۷   | ۱۲۹     | ۱۸+     | ۸      |
| دانمارک | ۵    | ۴   | ۰     | ۱    | ۱۴۶   | ۱۲۵     | ۲۱+     | ۸      |
| اسلوونی | ۵    | ۳   | ۰     | ۲    | ۱۴۴   | ۱۳۷     | ۷+      | ۶      |
| مصر     | ۵    | ۲   | ۱     | ۲    | ۱۳۲   | ۱۳۹     | ۷–      | ۵      |
| الجزایر | ۵    | ۰   | ۲     | ۳    | ۱۱۹   | ۱۳۶     | ۱۷–     | ۲      |
| برزیل   | ۵    | ۰   | ۱     | ۴    | ۱۱۸   | ۱۴۰     | ۲۲–     | ۱      |

## مرحله دوم
مسابقات این مرحله از ۹ تا ۱۰ بهمن در چهار گروه چهار تیمی برگزار شد. نتیجه بازیهای مقابل تیم‌هایی که در مرحله مقدماتی با یکدیگر همگروه بودند، در جدول این مرحله لحاظ شد. تیم برتر هر گروه، به مرحله نیمه‌نهایی صعود کرد.

### گروه I (کامینیا)
| تیم     | بازی | برد | مساوی | باخت | گل‌زده | گل‌خورده | تفاضل‌گل | امتیاز |
| ------- | ---- | --- | ----- | ---- | ----- | ------- | ------- | ------ |
| اسپانیا | ۳    | ۳   | ۰     | ۰    | ۱۰۶   | ۷۱      | ۳۵+     | ۶      |
| ایسلند  | ۳    | ۲   | ۰     | ۱    | ۱۰۶   | ۸۳      | ۲۳+     | ۴      |
| لهستان  | ۳    | ۱   | ۰     | ۲    | ۸۹    | ۹۳      | ۴–      | ۲      |
| قطر     | ۳    | ۰   | ۰     | ۳    | ۶۳    | ۱۱۷     | ۵۴–     | ۰      |

### گروه II (پووا دوارزیم)
| تیم      | بازی | برد | مساوی | باخت | گل‌زده | گل‌خورده | تفاضل‌گل | امتیاز |
| -------- | ---- | --- | ----- | ---- | ----- | ------- | ------- | ------ |
| آلمان    | ۳    | ۲   | ۱     | ۰    | ۹۸    | ۸۱      | ۱۷+     | ۵      |
| یوگسلاوی | ۳    | ۲   | ۱     | ۰    | ۸۹    | ۸۶      | ۳+      | ۵      |
| پرتغال   | ۳    | ۱   | ۰     | ۲    | ۸۴    | ۹۳      | ۹–      | ۲      |
| تونس     | ۳    | ۰   | ۰     | ۳    | ۷۴    | ۸۵      | ۱۱–     | ۰      |

### گروه III (ریو مایور)
| تیم     | بازی | برد | مساوی | باخت | گل‌زده | گل‌خورده | تفاضل‌گل | امتیاز |
| ------- | ---- | --- | ----- | ---- | ----- | ------- | ------- | ------ |
| کرواسی  | ۳    | ۳   | ۰     | ۰    | ۹۰    | ۷۶      | ۱۴+     | ۶      |
| روسیه   | ۳    | ۲   | ۰     | ۱    | ۹۰    | ۷۸      | ۱۲+     | ۴      |
| دانمارک | ۳    | ۱   | ۰     | ۲    | ۹۰    | ۹۴      | ۴–      | ۲      |
| مصر     | ۳    | ۰   | ۰     | ۳    | ۷۱    | ۹۳      | ۲۲–     | ۰      |

### گروه IV (اسپینیو)
| تیم      | بازی | برد | مساوی | باخت | گل‌زده | گل‌خورده | تفاضل‌گل | امتیاز |
| -------- | ---- | --- | ----- | ---- | ----- | ------- | ------- | ------ |
| فرانسه   | ۳    | ۳   | ۰     | ۰    | ۹۰    | ۷۰      | ۲۰+     | ۶      |
| مجارستان | ۳    | ۱   | ۰     | ۲    | ۸۴    | ۸۷      | ۳–      | ۲      |
| اسلوونی  | ۳    | ۱   | ۰     | ۲    | ۷۶    | ۸۴      | ۸–      | ۲      |
| سوئد     | ۳    | ۱   | ۰     | ۲    | ۸۲    | ۹۱      | ۹–      | ۲      |

## مرحله نهایی
|  | نیمه نهایی         | نیمه نهایی       |    |                  | نهایی            | نهایی |  |
|  |                    |                  |    |                  |                  |       |  |
|  | ۱۲ بهمن – لیسبون   |                  |    |                  |                  |       |  |
|  | آلمان              | ۲۳               |    |                  |                  |       |  |
|  | فرانسه             | ۲۲               |    |                  |                  |       |  |
|  |                    |                  |    |                  |                  |       |  |
|  |                    |                  |    |                  | ۱۳ بهمن – لیسبون |       |  |
|  |                    |                  |    |                  | کرواسی           | ۳۴    |  |
|  |                    | آلمان            | ۳۱ |                  |                  |       |  |
|  |                    |                  |    |                  |                  |       |  |
|  |                    |                  |    |                  |                  |       |  |
|  |                    |                  |    |                  | رده‌بندی          |       |  |
|  | ۱۲ بهمن – لیسبون   | ۱۲ بهمن – لیسبون |    | ۱۳ بهمن – لیسبون | ۱۳ بهمن – لیسبون |       |  |
|  | اسپانیا            | ۳۷               |    | اسپانیا          | ۲۲               |       |  |
|  | کرواسی (وقت اضافه) | ۳۹               |    |                  | فرانسه           | ۲۷    |  |

### رده‌بندی پنجم تا هشتم
|  | نیمه نهایی       | نیمه نهایی       |    |                  | مکان پنجم        | مکان پنجم |  |
|  |                  |                  |    |                  |                  |           |  |
|  | ۱۲ بهمن – لیسبون |                  |    |                  |                  |           |  |
|  | یوگسلاوی         | ۳۳               |    |                  |                  |           |  |
|  | مجارستان         | ۳۴               |    |                  |                  |           |  |
|  |                  |                  |    |                  |                  |           |  |
|  |                  |                  |    |                  | ۱۳ بهمن – لیسبون |           |  |
|  |                  |                  |    |                  | روسیه            | ۳۰        |  |
|  |                  | مجارستان         | ۲۵ |                  |                  |           |  |
|  |                  |                  |    |                  |                  |           |  |
|  |                  |                  |    |                  |                  |           |  |
|  |                  |                  |    |                  | مکان هفتم        |           |  |
|  | ۱۲ بهمن – لیسبون | ۱۲ بهمن – لیسبون |    | ۱۳ بهمن – لیسبون | ۱۳ بهمن – لیسبون |           |  |
|  | ایسلند           | ۲۷               |    | ایسلند           | ۳۲               |           |  |
|  | روسیه            | ۳۰               |    |                  | یوگسلاوی         | ۲۷        |  |

## آمار

### رده‌بندینهایی
| رتبه | تیم           |
| ---- | ------------- |
| 1    | کرواسی        |
| 2    | آلمان         |
| 3    | فرانسه        |
| ۴    | اسپانیا       |
| ۵    | روسیه         |
| ۶    | مجارستان      |
| ۷    | ایسلند        |
| ۸    | یوگسلاوی      |
| ۹    | دانمارک       |
| ۱۰   | لهستان        |
| ۱۱   | اسلوونی       |
| ۱۲   | پرتغال        |
| ۱۳   | سوئد          |
| ۱۴   | تونس          |
| ۱۵   | مصر           |
| ۱۶   | قطر           |
| ۱۷   | آرژانتین      |
| ۱۸   | الجزایر       |
| ۱۹   | عربستان سعودی |
| ۲۰   | کویت          |
| ۲۱   | استرالیا      |
| ۲۲   | برزیل         |
| ۲۳   | مراکش         |
| ۲۴   | گرینلند       |

|  | انتخاب شده برای المپیک تابستانی ۲۰۰۴ |
|  | انتخاب شده برای انتخابی المپیک ۲۰۰۴  |

### بهترین گلزنان
| رتبه | نام               | تیم      | گل |
| ---- | ----------------- | -------- | -- |
| ۱    | کارلوس پرز        | مجارستان | ۶۴ |
| ۲    | حسین زکی          | مصر      | ۶۱ |
| ۳    | اولافور استفانسون | ایسلند   | ۵۸ |
| ۴    | لاشلو ناگی        | مجارستان | ۵۱ |
| ۴    | آ. راستوورتسف     | روسیه    | ۵۱ |
| ۶    | مارکوس باور       | آلمان    | ۵۰ |
| ۶    | ایگور سیمونوویچ   | اسلوونی  | ۵۰ |
| ۸    | استفان کرتشمار    | آلمان    | ۴۸ |
| ۸    | فلورین کرمن       | آلمان    | ۴۸ |
| ۱۰   | پتر متلیسیچ       | کرواسی   | ۴۶ |

- منبع:

### بهترین دروازه‌بانان
| رتبه | نام            | تیم                              | نجات | شوت | ٪    |
| ---- | -------------- | -------------------------------- | ---- | --- | ---- |
| ۱    | آندری لاوروف   | روسیه                            | ۱۰۹  | ۳۲۵ | ۳۳٫۵ |
| ۲    | هنینگ فریتز    | آلمان                            | ۹۹   | ۲۵۶ | ۳۸٫۷ |
| ۳    | آرپاد استربیک  | جمهوری فدرال سوسیالیستی یوگسلاوی | ۹۷   | ۲۱۶ | ۴۴٫۹ |
| ۴    | خوزه اومبرادوس | اسپانیا                          | ۹۴   | ۱۹۸ | ۴۷٫۵ |
| ۵    | ناندور فازکاس  | مجارستان                         | ۸۸   | ۲۳۱ | ۳۸٫۱ |
| ۶    | ولادو سولا     | کرواسی                           | ۷۸   | ۱۹۶ | ۳۹٫۸ |
| ۷    | دژان پریچ      | جمهوری فدرال سوسیالیستی یوگسلاوی | ۷۱   | ۱۸۰ | ۳۹٫۴ |
| ۸    | س. شمال        | لهستان                           | ۶۹   | ۱۸۸ | ۴۴٫۵ |
| ۹    | بنو لاپاینه    | اسلوونی                          | ۶۸   | ۱۸۸ | ۳۶٫۲ |
| ۱۰   | کاسپر هویت     | دانمارک                          | ۶۸   | ۲۰۶ | ۳۳٫۰ |

- منبع: